# William Hogan
William Hogan (* 17. Juli 1792 in der Parish von St. Paul’s Covent Garden, Großbritannien; † 25. November 1874 in Washington, D.C.) war ein US-amerikanischer Jurist und Politiker. Zwischen 1831 und 1833 vertrat er den Bundesstaat New York im US-Repräsentantenhaus.

## Werdegang
William Hogan wurde während der Regierungszeit von Georg III., König von Großbritannien und Irland, im Parish von St. Paul’s Covent Garden in London geboren. Die Familie zog zuerst in die Cape Colony und wanderte dann 1803 in die Vereinigten Staaten ein, wo sie sich in New York City niederließ. Er verfolgte klassische Altertumswissenschaften und graduierte 1811 am Columbia College (heute Columbia University) in New York City. Während des Britisch-Amerikanischen Krieges nahm er an der Schlacht bei Plattsburgh im Stab von George Clinton teil. Er studierte Jura, bekam seine Zulassung als Anwalt, praktizierte allerdings nicht. In den Jahren 1822 und 1823 saß er in der New York State Assembly. Er war dann zwischen 1829 und 1837 Bezirksrichter im Franklin County. Politisch gehörte er der Jacksonian-Fraktion an.
Bei den Kongresswahlen des Jahres 1830 für den 22. Kongress wurde Hogan im 19. Wahlbezirk von New York in das US-Repräsentantenhaus in Washington D.C. gewählt, wo er am 4. März 1831 die Nachfolge von Isaac Finch antrat. Im Jahr 1832 erlitt er bei seiner Wiederwahlkandidatur eine Niederlage und schied nach dem 3. März 1833 aus dem Kongress aus.
Am 30. März 1855 wurde er zum Examiner of Claims ernannt und dann zum Dolmetscher im Department of State in Washington D.C. – eine Stellung, die er bis zum 8. Oktober 1869 innehatte. Er verstarb am 25. November 1874 in Washington D.C. und wurde auf dem Trinity Church Cemetery in New York City beigesetzt.